# 皮薩卡昆卡山
16°45′26″S 70°00′24″W / 16.75722°S 70.00667°W
皮薩卡昆卡山（P'isaqa Kunka），是秘魯的山峰，位於該國東南部普諾大區，由埃爾科廖省的聖羅薩區負責管轄，屬於安地斯山脈的一部分，海拔高度4,900米。